# Europawahl in Schweden 2014
- V: 1
- FI: 1
- S: 5
- MP: 4
- C: 1
- L: 2
- M: 3
- KD: 1
- SD: 2

Die Europawahl in Schweden fand am 25. Mai 2014 statt. Sie war Teil der in der ganzen Europäischen Union stattfindenden Europawahl 2014. Dabei wurden in Schweden 20 von 751 Abgeordneten des Europäischen Parlaments gewählt.

## Wahlmodus
Die Wahlen finden nach dem Verhältniswahlrecht statt, wobei ganz Schweden einen einzigen Wahlkreis bildete. Wie bei den Wahlen zum schwedischen Reichstag gibt es eine 4 %-Sperrklausel. Die Verteilung der Sitze auf die Listen erfolgt nach einem modifizierten Sainte-Laguë-Verfahren mit erster Division durch 0,7.
Die Parteien stellen Listen auf. Die Wahl erfolgt, indem der Stimmzettel der zu wählenden Partei in den Umschlag eingelegt wird. Bei Parteien, die in einer der letzten Wahlen mindestens 1 % der Stimmen erreicht haben, werden die Stimmzettel kostenlos gedruckt und im Wahllokal ausgelegt. Parteien, die dies nicht erfüllen, müssen die Stimmzettel auf eigene Kosten drucken lassen und sich um die Verteilung selbst kümmern. Die Freiheit der Wahl wird durch die Auslage leerer Stimmzettel in den Wahllokalen sichergestellt, auf denen die Wähler eine Partei eintragen können. Da grundsätzlich sämtliche Eintragungen im Wahlergebnis registriert werden, bietet dies auch die Möglichkeit, nicht existente Parteien zu wählen, was bei allen Wahlen in Schweden regelmäßig in geringem Umfang passiert.
Die Wähler können in begrenztem Umfang auch die Reihenfolge der Wahlliste mit beeinflussen. Sie können optional einen Listenkandidat ankreuzen oder, bei Verwendung von leeren Stimmzetteln, den Namen des Kandidaten aufschreiben. Wird ein Listenkandidat hierdurch auf mindestens 5 % der Stimmen seiner Partei markiert, wird er bei der Zuteilung der Mandate vor den übrigen Kandidaten der Liste berücksichtigt, d. h., er wird an die Spitze der Liste gesetzt. Erreichen dies mehrere Kandidaten, so erfolgt die Zuteilung in absteigender Reihenfolge der persönlichen Stimmen.

## Wahltermin
Der reguläre Wahltermin in Schweden ist im Juni, wobei der Rat der Europäischen Union auch andere Termine von Mai bis Juli bestimmen kann. In jedem Fall wird die Wahl an einem Sonntag abgehalten, im Jahr 2014 am 24. Mai.
Gleichzeitig werden einige kommunale Volksabstimmungen durchgeführt:
- Essunga: Zukunft eines örtlichen Schwimmbades
- Bromölla: Veranstaltungshalle
- Skellefteå: Bau der Centrumbrücke
- Surahammar: Umfang des Bildungsangebot an einer kommunalen Schule
- Höganäs: Entwicklung des Hafens
- Värmdö: neue Schulorganisation

## Ausgangslage
Stärkste Partei wurde bei der Europawahl 2009 die Socialdemokraterna vor den konservativen Moderaterna, die jeweils ihre Sitzzahl halten konnten. Hauptgewinner der Wahl waren die grüne Miljöpartiet und vor allem die Piratpartiet, die aus dem Stand 7,13 % der Stimmen und einen Sitz im Parlament gewann. Verlierer war neben der linken Vänsterpartiet vor allem die europaskeptische Junilistan, die alle drei Parlamentssitze einbüßte.
Die Wahlbeteiligung lag bei 45,5 % und damit höher als bei der Europawahl 2004 (37,9 %), aber deutlich niedriger als bei der letzten Wahl zum Schwedischen Reichstag 2006 (82,0 %).

## Wahlumfragen
| Datum         | Institut/Auftraggeber | V    | S    | MP   | C   | FP   | KD  | M    | SD  | PP  | F!  | JL  | Andere |
| ------------- | --------------------- | ---- | ---- | ---- | --- | ---- | --- | ---- | --- | --- | --- | --- | ------ |
| 04.05.2014    | Sifo/SVT              | 5,8  | 31,2 | 16,1 | 3,6 | 8,1  | 3,7 | 21,7 | 4,1 | 2,2 | 3,2 | 0,3 | 0,0    |
| 17.04.2014    | SKOP                  | 8,0  | 29,0 | 15,0 | 6,0 | 7,0  | 3,0 | 23,0 | 5,0 | 2,0 | –   | –   | 2,0    |
| 14.02.2014    | Sifo/Exponerat        | 8,8  | 32,3 | 11,2 | 3,7 | 9,7  | 3,9 | 21,6 | 6,4 | 1,5 | –   | –   | –      |
| 11.02.2014    | Novus/SR              | 10,8 | 27,3 | 15,7 | 4,5 | 10,9 | 2,3 | 20,9 | 4,9 | 1,3 | 0,2 | 0,5 | 0,6    |
| 08.07.2013    | Sifo                  | 7,0  | 26,0 | 15,0 | 3,0 | 4,0  | 4,0 | 28,0 | 7,0 | –   | –   | –   | 6,0    |
| Ergebnis 2009 | Ergebnis 2009         | 5,7  | 24,4 | 11,0 | 5,5 | 13,6 | 4,7 | 18,8 | 3,3 | 7,3 | 2,2 | 3,6 | 0,2    |

## Ergebnis
| Partei                                                                               | Europapartei | Stimmen | +/-     | Anteil  | +/-   | Sitze | +/- | Fraktion  |
| ------------------------------------------------------------------------------------ | ------------ | ------- | ------- | ------- | ----- | ----- | --- | --------- |
| Arbetarepartiet-Socialdemokraterna (S)                                               | SPE          | 899074  | +125561 | 24,19 % | −0,22 | 5     | −1  | S&D       |
| Miljöpartiet de gröna (MP)                                                           | EGP          | 572591  | +223477 | 15,41 % | +4,39 | 4     | +2  | Grüne/EFA |
| Moderaterna (M)                                                                      | EVP          | 507488  | −89222  | 13,65 % | −5,18 | 3     | −1  | EVP       |
| Folkpartiet liberalerna (FP)                                                         | ALDE         | 368514  | −61871  | 09,91 % | −3,67 | 2     | −1  | ALDE      |
| Sverigedemokraterna (SD)                                                             | –            | 359248  | +255664 | 09,67 % | +6,40 | 2     | +2  | EFDD      |
| Centerpartiet (C)                                                                    | ALDE         | 241101  | +67687  | 06,49 % | +1,01 | 1     | ±0  | ALDE      |
| Vänsterpartiet (V)                                                                   | NGLA         | 234272  | +55090  | 06,30 % | +0,65 | 1     | ±0  | GUE/NGL   |
| Kristdemokraterna (KD)                                                               | EVP          | 220574  | +72433  | 05,93 % | +1,26 | 1     | ±0  | EVP       |
| Feministiskt initiativ (FI)                                                          | –            | 204005  | +133571 | 05,49 % | +3,27 | 1     | +1  | S&D       |
| Piratpartiet (PP)                                                                    | PPEU         | 82763   | −143152 | 02,23 % | −4,90 | 0     | −2  | –         |
| Junilistan (JL)                                                                      | EUD          | 11629   | −100726 | 00,31 % | −3,23 | –     | –   | –         |
| Djurens parti                                                                        | EA7          | 8773    | +8773   | 00,24 % | –     | –     | –   | –         |
| Klassiskt liberala partiet (KLP)                                                     | –            | 492     | +492    | 00,01 % | –     | –     | –   | –         |
| Europeiska Arbetarpartiet-EAP                                                        | –            | 170     | −26     | 00,00 % | ±0,00 | –     | –   | –         |
| Sverigesmultidemokrater (SMD)                                                        | –            | 133     | +133    | 00,00 % | –     | –     | –   | –         |
| Sverige ut ur EU / Frihetliga Rättvisepartiet (FRP)                                  | –            | 106     | +106    | 00,00 % | –     | –     | –   | –         |
| Socialistiska Välfärdspartiet                                                        | –            | 86      | +86     | 00,00 % | –     | –     | –   | –         |
| Äkta Demokrati                                                                       | –            | 72      | +72     | 00,00 % | –     | –     | –   | –         |
| Sveriges Nationella Demokratiska Parti                                               | –            | 49      | +49     | 00,00 % | –     | –     | –   | –         |
| 666 för en EU:s Super-state med frihet, jämlikhet, rättvisa, fred, kärlek och lyckan | –            | 11      | −17     | 00,00 % | ±0,00 | –     | –   | –         |
| Republicans right (rer)                                                              | –            | 9       | +7      | 00,00 % | –     | –     | –   | –         |
| Leere Wahlzettel                                                                     | –            | 38935   | −15574  | 01,04 % | −0,65 | –     | –   | –         |
| Andere (Eingeschrieben)                                                              | –            | 3238    | −1268   | 00,09 % | −0,05 | –     | –   | –         |

Quelle: